# Ulan

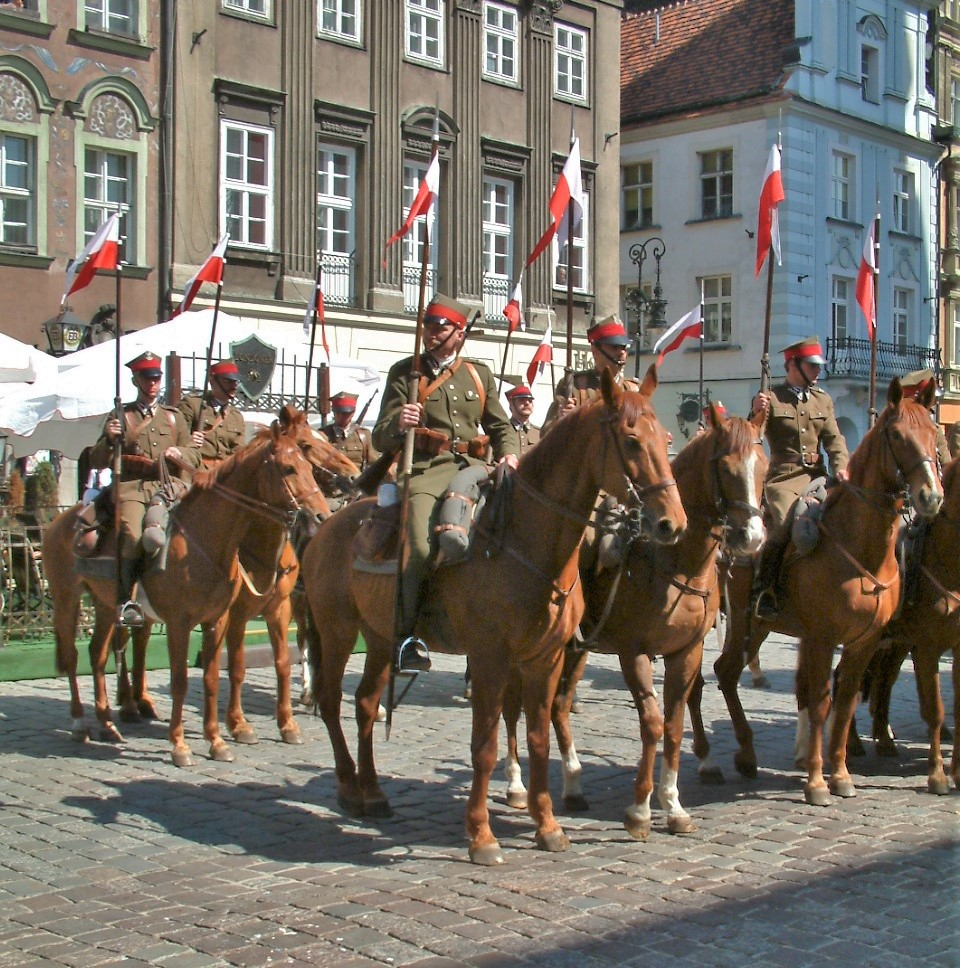
Polska arméns representations-skvadron i 15:e ulanregementets historiska uniformer från 1939.

En ulan (polska: ułan, turkiska: oğlan, tyska: Ulan eller Uhlan) var en lätt rustad ryttare med lans. 

## Historia
Namnet kommer från turkiskans oğlan: stridbar ung man. De första ulanförbanden sattes upp under första hälften av 1700-talet i Polen-Litauen och bestod främst av polska tatarer. De blev snabbt populära genom sin snabbhet och lättrörlighet, och snart uppsattes en rad rent polska ulanförband. På grund av Polens ekonomiska, politiska och militära nedgång under 1700-talet sökte sig ofta ulanerna utomlands för tjänstgöring, främst hos den växande militärmakten Preussen, men även till Sachsen och Frankrike. I dessa länder försvann lansbeväpnat rytteri redan under slutet av 1500-talet, och likaså det effektiva motvapnet i form av infanteriets pik, varför ulanförbanden inom kort fick en stor genomslagskraft i västra Europa. 
Den siste polske kungen Stanisław II August Poniatowski upprättade ett regemente kungliga ulaner och 1776 fick ulanerna officiell status av nationellt kavalleri efter de lansbeväpnade tunga bevingade polska husarerna som blivit omoderna och ineffektiva. Vid Polens delningar 1772, 1793 och 1795 hamnade de med lans beväpnade ulanerna i både preussisk, rysk och österrikisk tjänst, där de snabbt blev mycket populära.
Under napoleonkrigen fick vapenslaget en explosionsartad spridning på grund av effektiviteten hos de polska ulanerna i österrikisk tjänst samt den stora mängd polska ulaner som sökte sig till Napoleons fanor i syfte att befria det delade Polen. Efter napoleonkrigen satte samtliga europeiska stater upp egna ulanförband med uniformering och beväpning enligt polsk förebild. I Sverige var Livgardet till häst uniformerat och beväpnat som ulaner mellan 1859 och 1879.
I och med eldvapnens utveckling försvann ulanerna från krigsarenorna efter första världskriget överallt utom i ursprungslandet Polen. När andra världskriget utbröt 1939 stred de för sista gången. Ulanerna var då inte längre beväpnade med lansar utan stred med handeldvapen och tunga maskingevär som dragoner, det vill säga beridet infanteri, som förflyttade sig till häst men stred till fots. Dock red ulaner 1939 ett tiotal gånger chock med sablar mot tyskt infanteri – med framgång bör nämnas. Däremot är de påstådda attackerna med lans mot tyskt pansar hitintills obekräftade fabler (lansen togs ur krigsorganisationen 1934), skapade av italienska krigskorrespondenter.

## Uniformering och vapen
De två mest karakteristiska dragen för ulanerna var dels den 230 till 260 cm långa lansen med tvåtungad vimpel samt den fyrhörniga huvudbonaden, den s.k. ”czapka” eller ”la chapska” i den förvrängda franska formen. Andra kännetecknande drag var den midjekorta jackan, ”kurtka” samt den längre ”ulanka” som stannade en bit ovan knäna. Dessa termer har anammats i sin polska form även utanför Polen. Ulanerna använde också en låg ridkänga med fastskruvad sporre i klacken, istället för tunga höga ridstövlar med stora monterade sporrar. Beväpningen utöver lansen bestod av en sabel samt ett par pistoler monterade i sadeln. I undantagsfall tillkom en kort karbin.

## Galleri

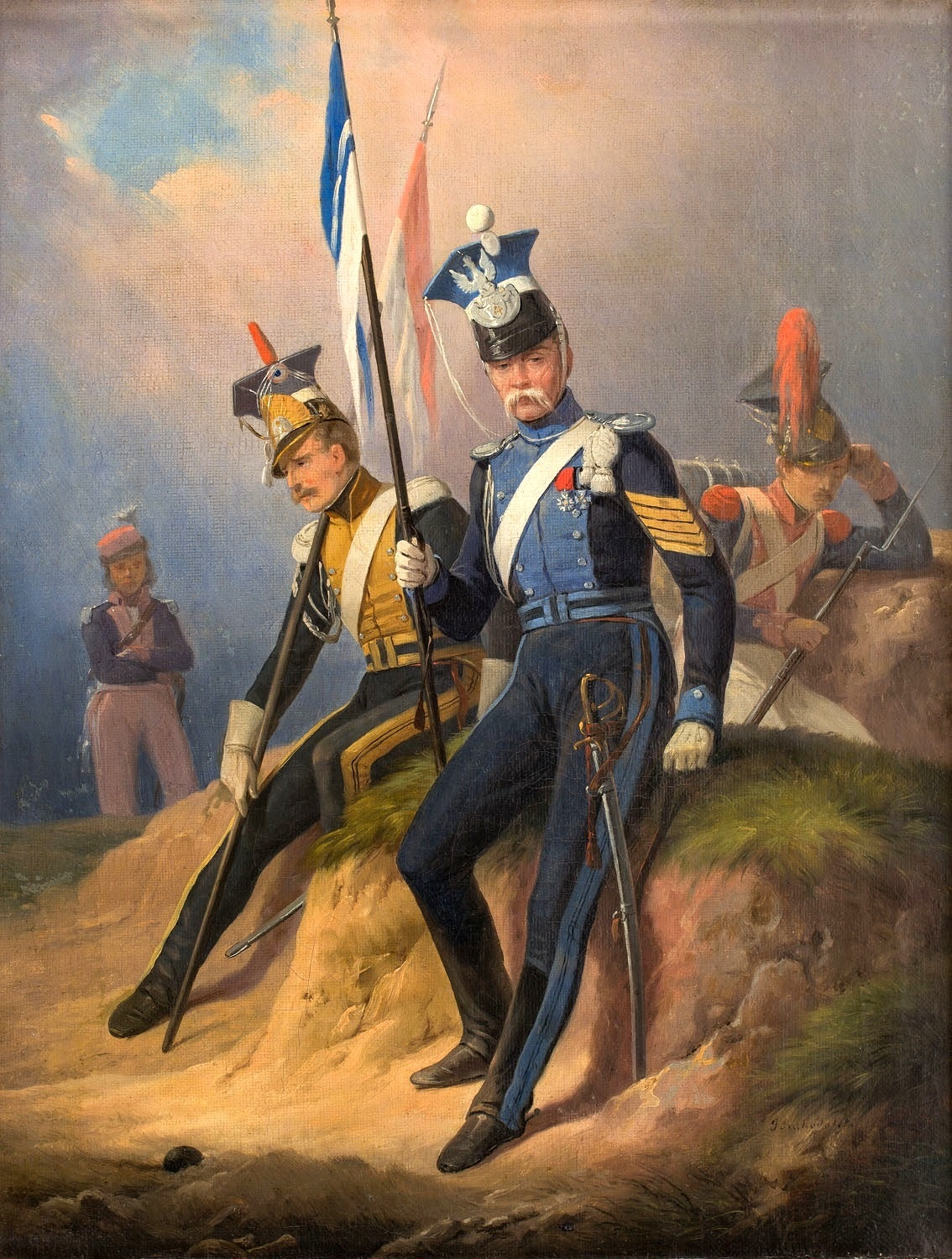
Polska ulaner under Napoleonkrigen (1803-15). January Suchodolski.
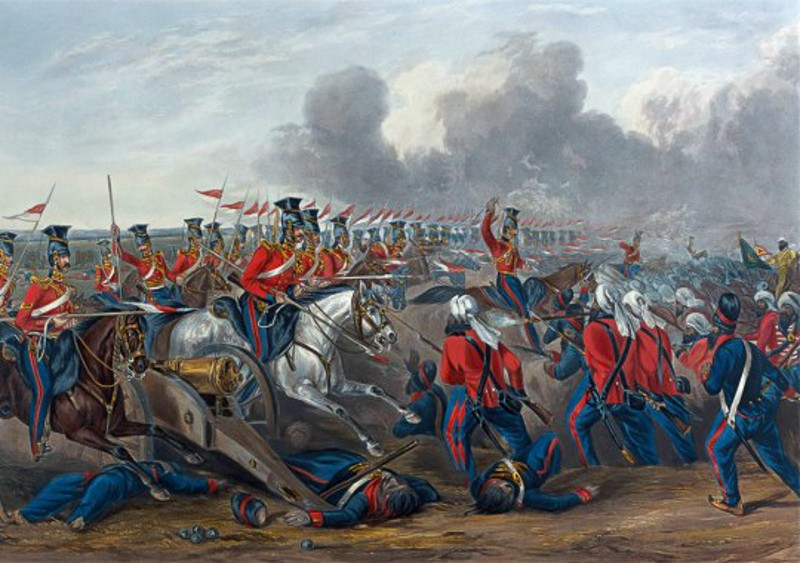
Det engelska 16. lansiärregementet går till attack under Första sikhkriget (1845-46). Okänd konstnär.
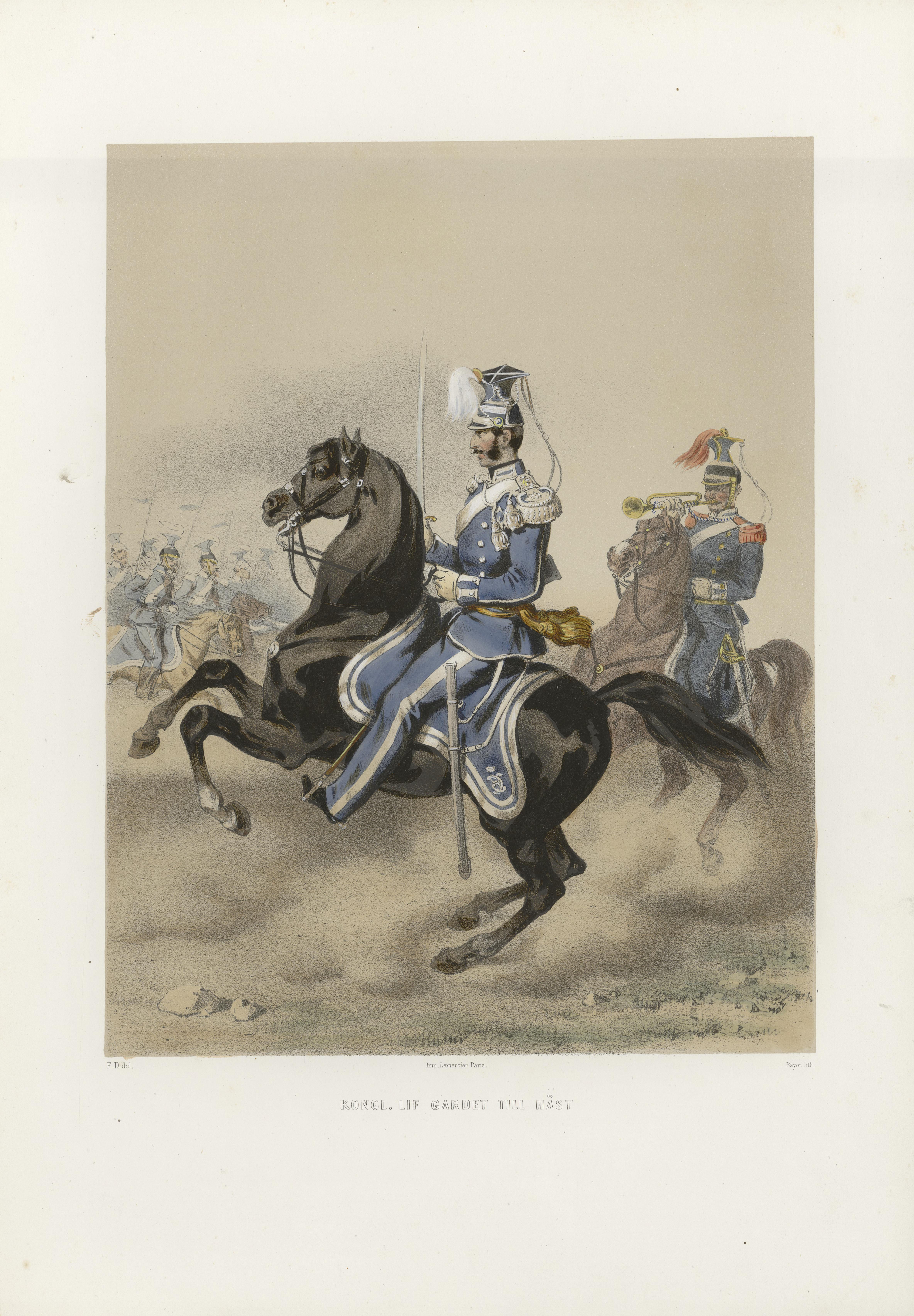
Ulaner ur Livgardet till häst i början av 1860-talet. Fritz von Dardel.